# Helicobacter
Helicobacter — рід грам-негативних бактерій, що мають характерну спіральну форму. Спочатку представники роду вважалися частиною роду Campylobacter, проте з 1989 вони були рекласифіковані до окремого роду.
Деякі види були знайдені в шлунково-кишковому каналі та в печінці ссавців і деяких птахів. Найбільш відомий і типовий вид роду — H. pylori. Деякі штами роду патогенні, та викликають пептичну виразку, хронічні гастрити, дуоденіт і, ймовірно, рак шлунка в людини.
Helicobacter spp. є екстремофілами, здатними виживати за умов дуже кислого середовища шлунка ссавців за допомогою виділення великих кількостей ферменту уреази, що локально знижує pH з ~2 до придатнішого для існування мікроорганізмів рівня між 6 і 7. Бактерії цього роду зазвичай сприйнятливі до антибіотиків, як-от пеніциліну, і є мікроаерофільними (тобто вимагають невеликих кількостей кисню), та швидко рухаються за допомогою полярних джгутиків.